# ESPN3
ESPN3 est un service de la chaîne américaine de sports ESPN, accessible via Internet. Elle propose depuis le 21 septembre 2005 sur le réseau câblé de Verizon des retransmissions de différentes compétitions sportives. 
Comme le reste du réseau ESPN, ESPN 360 appartient à 80 % à la Walt Disney Company et à 20 % à Hearst Corporation.

## Historique
Le 4 avril 2010, ESPN 360 a été officiellement rebaptisée ESPN3. Depuis la chaîne se voit dotée de nombreuses programmations.
Le 3 janvier 2011, les organisateurs de l'American Le Mans Series annoncent que la course prévue en avril 2011 à Long Beach sera retransmise en direct sur ESPN2 et les qualifications sur ESPN3. Le 7 janvier 2011, ESPN signe un contrat de 3 ans avec le West Indies Cricket Board pour diffuser les matchs de cricket sur ESPN Caribbean et ESPN3.
Le 11 juillet 2018, Disney et Blizzard annoncent que l'Overwatch League va être diffusée sur Disney XD, les chaînes ESPN (ESPN, ESPN2, ESPN3 et ESPNews); et la finale sur ABC.